# 이돈구 (영화 감독)
이돈구(李敦求, 1984년 2월 10일 ~ )는 대한민국의 영화 감독, 각본가이다.
고등학교 학생 시절이던 2001년 영화 "턴 잇 업"을 통해 배우 데뷔를 했다.

## 영화
- 2002년 영화 《턴잇업》 ... 철민 역
- 2012년 영화 《가시꽃》 ... 감독 & 각본 & 편집
- 2014년 영화 《현기증》 ... 감독 & 각본
- 2019년 영화 《팡파레》 ... 감독 & 각본 & 제작 & 편집
- 2022년 영화 《봄날》 ... 감독 & 각본
- 2023년 영화 《미지수》 ... 감독 & 각본 & 제작